# 島本久恵
島本 久恵（しまもと ひさえ、1893年2月2日 - 1985年6月27日）は、日本の作家・詩人。

## 人物・来歴
大阪市生まれ。詩人・河井酔茗に見出され、『婦人之友』記者となり、酔茗と結婚。共同で1930年、雑誌『女性時代』を創刊、1940年より自伝的長編『長流』の刊行を始める。戦後1949年、詩誌『塔影』を創刊、1962年に六千枚の『長流』を完成させ、1967年、『明治の女性たち』で芸術選奨文部大臣賞受賞。墓所は小平霊園。

## 著書
- 『鱗片記』（女性時代社, 1933年）
- 『伸びゆくもの ある六年生の母の手記』（新生堂, 1934年）
- 『長流』第1-4巻 （女性時代社, 1940年 - 1943年）のちみすず書房
- 『銀黄の鮎』（詩集、1947年）
- 『長流』第5-6巻（塔影詩社, 1954年）
- 『長流』第7-8巻（塔影詩社, 1956年 - 1958年）
- 『長流』第9-10巻（塔影詩社, 1960年 - 1961年）
- 『明治の女性たち』（みすず書房, 1966年）
- 『明治詩人伝』（筑摩書房, 1967年）
- 『江口きちの生涯』（図書新聞社, 1967年）
- 『母の証言』（みすず書房, 1970年）
- 『貴族』（筑摩書房, 1973年）
- 『春昼灯下の記』（筑摩書房, 1974年）
- 『花と松柏』（筑摩書房, 1976年）
- 『西廂古秋の記』（筑摩書房, 1977年）
- 『俚譜薔薇来歌（りふばららいか）』（筑摩書房, 1983年）